# Кожух (възвишение)
Вижте пояснителната страница за други значения на Кожух.
Кожух е планинско възвишение от вулканичен произход, разположено в средата на Санданско-Петричката котловина.
Издига се на близо 200 m над съвременното корито на река Струма, като максималната му височина е едноименният връх с кота 281,2 м. Най-южният връх на възвишението е известен под името Джонков връх (224,0 м). Възвишението представлява остатък от плиоценски вулканичен конус, който не е активен от близо 1 милион години. Той е прорязан от север на юг от река Струма, като край коритото ѝ има извори на топла минерална вода. Източно от реката е възвишението Пчелина (238,9 м), което е другият остатък от бившия вулкан. Източните склонове на Кожух се спускат стръмно към речното легло. Дължината му от север на юг е около 2 км, а ширината – 1,2 км. Възвишението е изградено от вулканични скали, предимно туфи и туфити. Личат газови каверни и ниши. Има находища на флуорит, калцит и арагонит. Възвишението условно разделя Санданско-Петричката котловина на две части – Санданско поле на изток и Петричко поле на запад.
Името на възвишението идва от факта, че прилича на наметнат кожух. През 1962 година част от местността Кожух с площ от 0,4 хектара е обявена за природна забележителност. През 1971 година защитената площ е увеличена на 94,2 хектара.
Климатът в местността е преходносредиземноморски, което способства за разпространението на преходносредиземноморска и средиземноморска тревна растителност и на някои топлолюбиви животински видове. Срещат се редките растителни видове многоцветен парвотризетум (Parvotrisetum myrianthum), обикновен дракункулус (Dracunculus vulgaris). По северните склонове на възвишението се намира единственото естествено находище на вебиев бадем (Amygdalus webbii) в България. Кожух е местообитание на различни видове змии. Тук се среща считаната за рядък вид котешка змия.
В източното подножие на възвишението е разположена известната местност Рупите, в която е изградена църква „Света Петка Българска“ от пророчицата Ванга.
По южните склонове и подножие на възвишението Кожух се локализират останките от големия античен град Хераклея Синтика, съществувал в периода от 4 век пр. Хр. до 6 век сл. Хр.
На 27 юли 1955 година на Кожух е свален израелски пътнически самолет, нарушил въздушното пространство на България. При инцидента загиват всички 58 пътници – 51 пасажери и 7–членен екипаж. През 1959 година Международният съд в Хага отказва да заведе дело срещу България с мотива, че това не е в неговата юрисдикция. Едва през 1964 година българската страна изплаща на роднините на жертвите минимални обезщетения.
В някои популярни печатни издания и електронни сайтове възвишението Кожух се определя като планина. Това твърдение от геоморфоложка гледна точка е неправилно.
На името на възвишението е наречен връх Кожух на остров Александър I в Антарктика.